# George O'Reilly
Pour les articles homonymes, voir O'Reilly.
George O'Reilly (27 février 1911 - 17 juin 1992) est un homme politique municipal et provincial canadien du Québec.

## Biographie
Né à Pointe-Saint-Charles à Montréal, O'Reilly fait ses études à l'école Belmont et à la Weredale House.

## Politique
Conseiller municipal de la ville de Verdun de 1951 à 1960, date à laquelle il devient maire jusqu'en 1966. Il est également membre de la Corporation du Montréal métropolitain et vice-président de la section anglophone du Parti libéral du Québec.
Candidat libéral dans Montréal–Sainte-Anne en 1952, il est défait par le candidat indépendant Frank Hanley. Élu dans Montréal-Verdun en 1960, il sera réélu en 1962.
Il quitte son poste de député en 1964 pour accepter sa nomination au poste de conseiller législatif de la division De la Durantaye en août 1964. Son mandat s'achève avec l'abolition du Conseil législatif en décembre 1968.